# Neugart Holding
Die Neugart Holding GmbH mit Sitz in Kippenheim ist die Dachgesellschaft der Neugart Gruppe, die Planetengetriebe, Standard- und kundenspezifische Sondergetriebe herstellt. Im Geschäftsjahr 2022 lag der Gesamtumsatz des 1928 gegründeten Familienunternehmens bei 125,2 Mio. Euro.

## Geschichte
Das Unternehmen wurde 1928 durch Karl Neugart in Furtwangen gegründet. Neugart produzierte zunächst feinwerktechnische Verzahnungsteile für mechanische Geräte, insbesondere für die Schwarzwälder Uhrenindustrie. Auch Hersteller von Büromaschinen zählten bald zu den Kunden. Während des Zweiten Weltkriegs wurde der Firmensitz von Furtwangen nach Kippenheim verlegt (1943). In den Jahren 1942/1943 beschäftigte der Betrieb fünf Russinnen als Zwangsarbeiterinnen; Neugart beteiligte sich vor diesem Hintergrund an den Spenden der Wirtschaft für die im Jahr 2000 errichtete Stiftung „Erinnerung, Verantwortung und Zukunft“. Nach dem Krieg erweiterte das Unternehmen sein Sortiment. Es entwickelte und produzierte beispielsweise Büffet-Uhren, Trockenrasierer, die mit einer Feder angetrieben wurden, oder mechanische Ölstandsanzeiger für Öltanks. Die systematische Bearbeitung von europäischen Exportmärkten (zunächst Frankreich, die Beneluxstaaten, Italien und Österreich) begann in der zweiten Hälfte der 1960er Jahre. 1975 brachte das Unternehmen seine ersten Planetengetriebe auf den Markt, sie fanden zunächst in Schiffsmotoren Verwendung. 1978 zog das Unternehmen innerhalb von Kippenheim an seinen jetzigen Standort im Gewerbegebiet Stollenmatte um. Seither profilierte sich das Unternehmen zudem als Hersteller kundenspezifischer Sondergetriebe und individueller Verzahnungsteile.

## Unternehmensstruktur
Neben der Holding werden die Jahresabschlüsse von zehn Tochterunternehmen im Konzernabschluss konsolidiert, von ihnen haben sieben ihren Sitz im Ausland (Stand: 2022). Darüber hinaus gilt ein Unternehmen in Brasilien als assoziierte Gesellschaft. Die Produktion der Gruppe findet in Deutschland und China statt. Vertriebsgesellschaften gibt es in Brasilien, Italien, Frankreich, der Schweiz und der Türkei. Um eine möglichst große Marktabdeckung zu erreichen, unterhält das Unternehmen in weiteren Ländern Vertriebsbüros beziehungsweise feste Vertriebspartnerschaften.
Seit Gründung ist die Unternehmensgruppe in Familienhand. Mittlerweile führen sie Mitglieder der vierten Familiengeneration. Die deutliche Mehrheit der Beschäftigten arbeitet in Deutschland.

## Produkte und Branchen
Neugart liefert Planetengetriebe, Standard- und kundenspezifische Sondergetriebe an Kunden verschiedener Branchen. Zu ihnen gehören insbesondere der Maschinen- und Anlagenbau, beispielsweise der Werkzeugmaschinenbau, die Automatisierungstechnik und Robotik, die Intralogistik, die Verpackungsindustrie, Druckmaschinenhersteller, die Medizintechnik und Pharmatechnik oder die Lebensmittelindustrie.

## Verbandstätigkeit
Bernd Neugart gehört im Verband Deutscher Maschinen- und Anlagenbau (VDMA) dem Hauptvorstand an und ist darüber hinaus seit 2021 Vorsitzender des VDMA-Fachverbandes Antriebstechnik.
Matthias Herr ist Beiratsmitglied beim Wirtschaftsverband Industrieller Unternehmen Baden.